# PAWA Dominicana
PAWA Dominicana (Pan Am World Airways Dominicana) war eine dominikanische Fluggesellschaft mit Sitz in Santo Domingo.

## Geschichte
PAWA Dominicana wurde 2003 gegründet und stellte 2012 den Flugbetrieb zunächst ein. Die Gesellschaft wurde von Simeon Garcia, Besitzer der venezolanischen Gesellschaften Aserca Airlines und Santa Barbara Airlines übernommen. Seit Oktober 2014 besitzt sie wieder eine Fluglizenz und seit dem 14. August 2015 werden Flüge nach Aruba, St. Maarten und Curaçao angeboten.
Die dominikanische Luftfahrtbehörde Junta de Aviación Civil entzog der Gesellschaft am 28. Januar 2018 die Betriebserlaubnis, zunächst für eine Dauer von 90 Tagen, weil sie fällige Lande- und Flughafengebühren nicht zahlen konnte. Die Gesamtschulden der PAWA Dominicana belaufen sich auf etwa 3 Millionen US-Dollar.

## Ziele
PAWA Dominicana flog vom Flughafen Las Américas aus Ziele in der Karibik an: Port-au-Prince, San Juan in Puerto Rico, Antigua, St. Martin, Havanna, Curaçao und Aruba; sowie ab dem 16. November 2016 zwei Mal täglich Miami. Flüge nach New York waren geplant.

## Flotte

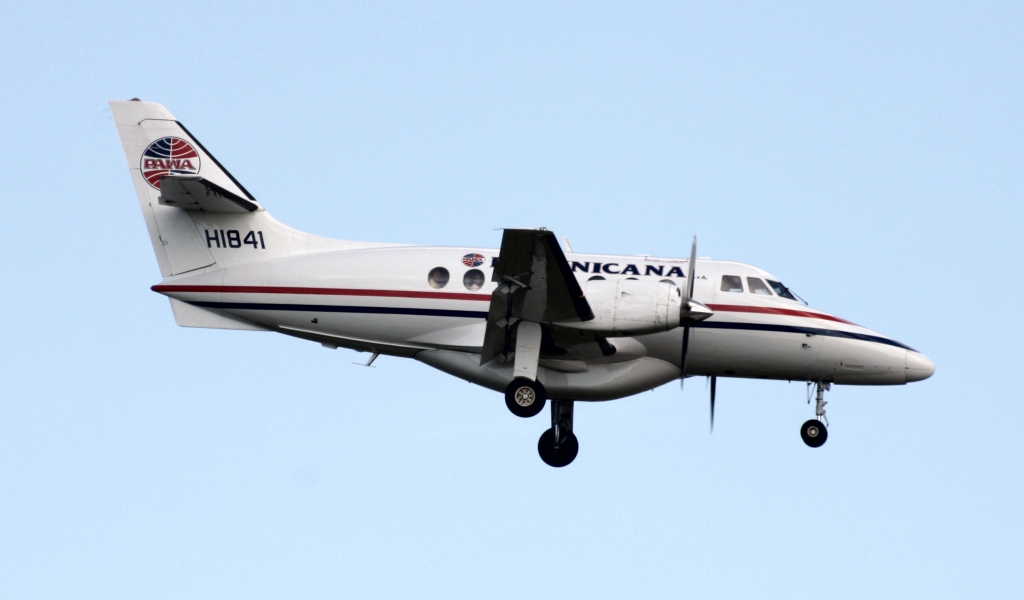
Jetstream 31 der PAWA Dominicana in alter Bemalung

Mit Stand November 2016 bestand die Flotte aus 15 Flugzeugen mit einem Durchschnittsalter von 26 Jahren:
- 2 Boeing 757-200
- 5 Bombardier CRJ200
- 1 Douglas DC-9 Series 32
- 1 McDonnell Douglas MD-82
- 4 McDonnell Douglas MD-83
- 2 McDonnell Douglas MD-87